# Bromus arizonicus
Bromus arizonicus är en gräsart som först beskrevs av Cornelius Lott Shear, och fick sitt nu gällande namn av George Ledyard Stebbins. Bromus arizonicus ingår i släktet lostor, och familjen gräs. Inga underarter finns listade i Catalogue of Life.